# 室谷信雄
室谷 信雄（むろや のぶお、1946年〈昭和21年〉2月11日 - 2018年〈平成30年〉12月5日）は、日本の喜劇役者、タレント。
大阪府泉佐野市出身。吉本興業に所属し、1970年代から1984年まで活躍。吉本新喜劇の座長として間寛平や木村進、帯谷孝史ら座員はもちろん、多くの芸人から、先輩後輩問わず尊敬され慕われた。1984年11月、喉頭癌で声を失い、惜しまれつつ引退した。

## 来歴・人物

### 芸能活動時代
泉佐野市立長南中学校、浪速高等学校卒業後、1964年6月に吉本興業に入り。白木みのる、ルーキー新一に師事する。付き人生活を終えて吉本新喜劇に入団。やがて木村進、間寛平らが新喜劇に入団し、若手の活躍が増えると共に室谷も、次第に薄くなってきた髪の毛のネタで脚光を浴びる。1980年ごろから木村進、間寛平と共に新喜劇の主役として出演した。1982年には座長に昇格した。
故郷の泉佐野市がタマネギの生産地で有名だった為に、若くして頭髪が薄かったことを「タマネギの食い過ぎ」「タマネギの祟り」などという弄られギャグや、最もインパクトの有るギャグはラバーカップ（トイレの詰まり取り）をその禿げた頭につけられ、そのまま引っ張り回されるというギャグ、また「ごちゃごちゃ言うとったら、しゃーきまっそー!よ、ワ～レ～」という泉州弁の叫び声で、当時、関西の子どもたちの間でよくマネをされていた。テレビ番組では『モーレツ!!しごき教室』にレギュラー出演し、『あっちこっち丁稚』では小番頭の役で、人気を博した。
また、当時は新喜劇団員と、漫才をする芸人の間には壁のようなものあり、交流が少なかったが、室谷は若き日の島田紳助や明石家さんまなどといった、当時の若手芸人にも「こんにちは。頑張ってますか？」「元気にしてますか？」などと常に敬語で積極的に声を掛け、間寛平と共に慕われる存在であった。前述のとおり、当時の新喜劇団員の多くは、紳助やさんまなどの漫才や漫談をする芸人に対してキツく当たったり、無視をしたりするなどしていたが、紳助は「（室谷）兄さんが、偉そうな態度をしているところを見たことがない」と、行列のできる法律相談所で再会した際に語っている。
人気絶頂だった1984年11月、それまで病気で新喜劇を休演することは一度も無かったが、喉頭癌が発覚し、1985年ごろに声帯を切除する手術を行った。その後遺症として声が出にくくなり休養ののち芸能界を完全引退した。この際、自身の心境の変化もあって、それまでの人間関係からも遠ざかることとなった。これは仲間に迷惑をかけたくないという理由もあったという。
1980年代、同じく身体障害者となった木村進と共に、吉本新喜劇中の悲劇の役者といえる存在としてあげられ、ごく最近まで「吉本新喜劇は観る事は出来ない」（室谷本人）と話していた。引退したのちも太平サブローやオール阪神など室谷のギャグやその舞台上でのしゃべり口調を真似をする芸人もおり、他の吉本興業所属芸人にとっても室谷の存在は大きかったことを物語っている。

### 芸能活動引退以降
現役引退後、人と顔を合わせることの少ない早朝の豆腐店に勤務したり、タクシー会社に運転手として就職したりした。晩年はゴルフ場で働き、一人暮らしであったという。関空建設反対運動に関わっていた漁師とも友達であった。
若かりし頃の間寛平は公私に渡って世話になったといい、現在でも『ムロ兄』と呼んで慕っている。2010年8月29日放送の「24時間テレビ 愛は地球を救う」に出演。これは、芸能界引退以来の本格的なテレビ出演となった。アースマラソン敢行中の間寛平の激励のためカザフスタンを訪れ、寛平との劇的な再会を果たし、思い切り涙を流していた。「迷惑をかけたくない」としながらも寛平との再会を決めた理由は、自分と同じ様にガンにかかっていたため、黙って見ていられなくなったということもあった。寛平が自分のために病院を探してくれた恩を未だに忘れていないことも大きかった。
2011年1月21日間寛平『アースマラソン』の第一ゴール大阪野音にスペシャルゲストとして参加、でカザフスタンの応援の時現地で買った帽子をネタに会場を笑いの渦に巻き込んだ。また行列のできる法律相談所にも出演し、紳助とも久しぶりの再会を果たした。その際、紳助は涙ぐんでおり、前述の 若手時代に声をかけてもらったり、優しくしてもらったことなど、当時のエピソードを語り、最後に「人に迷惑をかけないし、後輩には優しい。そんな(室谷)兄さんが、喉頭ガンになったのが一番悔しかった」と、自身の思いを語った。
その後2013年8月25日「愛は地球を救う36」に、この回の番組の企画で陸上十種競技（のマスターズ記録更新）に挑戦した間の激励のため出演。その前にNGKに行き後輩達の出演する新喜劇を十数年ぶりに観劇する様子が、同番組で紹介されている。
2018年12月5日に死去。亡くなって2か月後の2019年2月11日の誕生日に間寛平のTwitterアカウントより報告された。72歳没。